# Pantufo
Pantufo – miasto w Wyspach Świętego Tomasza i Książęcej; na Wyspie Świętego Tomasza (okręg Água Grande); 2,5 tys. mieszkańców (2012)